# Winter van 2015-2016
De winter van 2015-2016 was zowel in Nederland als in België qua gemiddelde temperatuur de op een na warmste ooit gemeten. Het KNMI noteerde een gemiddelde wintertemperatuur van 6,3 °C. De temperatuur gemeten door het KMI was nog een tiende graad hoger.
De bijzonder hoge gemiddelde temperatuur kwam vooral door de extreem warme decembermaand, met een gemiddelde temperatuur van 9,6 °C. Daarnaast verliepen ook januari en februari over het geheel genomen zacht, ondanks een koude periode van ongeveer een week in de loop van januari. In het uiterste noordoosten stroomde begin januari al koude lucht vanuit Oost-Europa binnen, die in botsing kwam met de nog aanwezige zachte lucht. Dit had grootschalige ijzel die enkele dagen duurde tot gevolg.
In De Bilt bedroeg het koudegetal van deze winter 9,6, waarmee de winter in de categorie "Buitengewoon zacht" valt.
1974-1975 · 1988-1989  · 1989-1990  · 1999-2000 · 2006-2007 · 2013-2014 · 2014-2015 · 2015-2016 · 2019-2020